# Eupithecia perfica
Eupithecia perfica är en fjärilsart som beskrevs av William Schaus 1929. Eupithecia perfica ingår i släktet Eupithecia och familjen mätare. Inga underarter finns listade i Catalogue of Life.